# 커스티 흄
커스티 흄(Kirsty Hume, 1976년 12월 4일 ~ )은 스코틀랜드의 모델이다. 1997년 배우 도노반 레이치 주니어와 결혼했다.